# Oscar Larrauri
Oscar Rubén Larrauri (Granadero Baigorria, Santa Fe, Argentina; 19 de agosto de 1954) es un expiloto argentino de automovilismo. Participó en 21 Grandes Premios de Fórmula 1, de los cuales arrancó en 7 con el equipo EuroBrun Racing. En 1982 ganó el Campeonato Europeo de Fórmula 3.

## Carrera

### Inicios
Larrauri inició su carrera en 1974 en la categoría  Limitada en las provincias de Santa Fe y Córdoba. En 1975 logró el cuatro puesto en el campeonato de Limitada en la provincia de Santa Fe. En 1976 obtuvo su primer título en una competición oficial en Limitada y el título de campeón en el Torneo Interprovincial. En 1977 volvió a coronarse campeón en Limitada. En 1978 obtuvo el 6º puesto en el Campeonato Nacional Argentino de la Fórmula 2 y el tercer puesto en el Campeonato de la Limitada. En 1979 volvió a obtener el título de Campeón de Limitada y participó en la temporada internacional de Fórmula 3 Europea con Michele Alboreto, Corrado Fabi y otros pilotos italianos como adversarios; de dos carreras disputadas ganó las dos. Este fue el primer paso hacia su participación en Europa.

### Primeros pasos en Europa
En 1980 actúa en la Fórmula 3 Europea en el equipo de Guido Forti, y al año siguiente en el equipo de Cesare Gariboldi finalizando 5º en el campeonato y obteniendo una victoria en Nürburgring. En 1982 se consagra campeón de dicho torneo con 7 victorias, integrando el equipo EuroRacing de Pavanello. En 1983 participa en el Campeonato de Fórmula 2 con Giancarlo Minardi.  En 1984 participa en Campeonato Mundial de Sport Prototipos en el Team Brun Motorsport. En 1985 se corona campeón de la Copa Renault Alpine V6 integrando el equipo de Massimo Sigala. También participa en el Campeonato del Mundo de Sport Prototipo en el Team Brun Motorsport. En 1986 actuando otra temporada en el Campeonato Mundial Sport Prototipo, logra el triunfo en Jerez de la Frontera, y agrega el 2º puesto en la clase general de las 24 Horas de Le Mans. Ese año consigue el título ganando el Campeonato del Mundo como equipo con el Brun Motorsport. También participa en el Torneo IMSA en Estados Unidos, siendo 2º en las 24 Horas de Daytona. En 1987 participa en la Copa Renault, logrando el triunfo en la carrera de Portugal. Continúa en el torneo IMSA de los Estados Unidos y en el Campeonato del Mundo de Sport Prototipo.

### Llegada a Fórmula 1
En 1983 Oscar iba a correr en Fórmula 1 en el equipo Ligier Ford Cosworth, quedó como reserva en dicho equipo igual que en Alfa Romeo, Ferrari y McLaren en dicho año  pero fue remplazado por Raúl Boesel en el Equipe Ligier de Francia, finalmente en 1988 llega a Fórmula 1 con el equipo EuroBrun. En ese año, se tenía que pre-clasificar para entrar en la clasificación. Demostró un esfuerzo inmenso en las pre-clasificaciones y clasificaciones con un auto que tenía la suspensión débil. En el Gran Premio de Brasil de 1988 su auto se paró en la vuelta previa por un cortocircuito. Pero en el Gran Premio de Mónaco de 1988, en donde el piloto tenía la mayor importancia por lo peligrosa que era la pista, y más si llueve, logró poner su auto en la posición 16.ª en la parrilla de salida.

### Últimos años en el automovilismo
En 1989 consigue el 2º puesto en las 24 Horas de Daytona en IMSA. Cumple otra temporada en el Campeonato del Mundo de Sport Prototipos y además actúa en el Campeonato Japonés Sport Prototipo siendo 3º en la carrera de Fuji. En 1990 otro año más en el Campeonato del Mundo de Sport Prototipo donde en las 24 horas de Le Mans obtiene el 2º puesto en las pruebas de clasificación. Ese mismo año la Fundación Konex le otorga el Premio Konex como uno de los 5 mejores automovilistas de la década en la Argentina. En 1991 compite en el Campeonato Mundial de Sport Prototipo y en el campeonato europeo de la Copa Porsche con 6 participaciones, 2 victorias y un 2º puesto. En 1992 actúa en el Campeonato IMSA GT estadounidense, donde finaliza 5º en el campeonato. Termina 2º en el campeonato de la Interserie en Europa donde termina 2º en el torneo obteniendo cuatro victorias. Es campeón de la Copa Porsche.
En 1993 participa en el campeonato Gran Turismo Italiano, en donde corre 11 carreras y gana 9 con un Ferrari 348, 1 con Maserati Sport, y en la restante es 2º con la Ferrari, logrando el título de Campeón. En 1994 Participa en el Campeonato Gran Turismo Italiano, corre las 24 Horas de Le Mans con Ferrari 348 y logra el 2º lugar en pruebas de clasificación en su categoría. También lo hace en el Campeonato Japonés de Gran Turismos donde gana la carrera de Mine. En 1995 actúa en el Campeonato Italiano de Superturismos con Alfa Romeo 155 y el Gran Turismo Japonés. En 1996 compite en el Gran Turismo Japonés, ganando la prueba de clasificación en el circuito de Fuji con un Ferrari F40. 
En 1997 participa en el Campeonato Sudamericano de Superturismos "Copa de las Naciones" con un BMW Serie 3, sobre 10 competencias corridas gana 3 y obtiene el título de campeón. Agrega 7 participaciones en el Gran Turismo Americano GTA. En 1998 compite nuevamente en la Copa de las Naciones con un BMW Serie 3; sobre 12 competencias obtiene seis victorias y conquista por segundo año consecutivo el título de campeón.
En 1999 Se ubica 6º en el Campeonato Sudamericano de Superturismos a bordo de un Alfa Romeo 156. También hace su primera temporada regular en el Turismo Carretera con un Ford Falcon del equipo de José Ramini, sobre la base de 7 participaciones.
En 2000 participó en Turismo Carretera en cinco competencias. También en 2000 se coronó campeón del Sudamericano de Superturismos con un Alfa Romeo 156, obteniendo tres victorias. Además participó en el Campeonato Argentino de Endurance con Alfa Romeo, ubicándose 3º.

## Resultados

### Campeonato Europeo de Fórmula Dos
(Clave) (negrita indica pole position) (cursiva indica vuelta rápida)

| Año  | Escudería        | 1     | 2       | 3       | 4   | 5   | 6   | 7   | 8   | 9   | 10  | 11  | 12      | Pos. | Puntos |
| ---- | ---------------- | ----- | ------- | ------- | --- | --- | --- | --- | --- | --- | --- | --- | ------- | ---- | ------ |
| 1983 | Minardi Team Srl | SIL 7 | THR Ret | HOC DNS | NÜR | VAL | PAU | JAR | DON | MIS | PER | ZOL | MUG Ret | NC   | 0      |

### Campeonato Mundial de Resistencia
(Clave) (negrita indica pole position) (cursiva indica vuelta rápida)

| Año     | Escudería              | Clase | Automóvil      | Motor                    | 1       | 2       | 3      | 4       | 5       | 6       | 7       | 8       | 9       | 10     | 11  | Pos. | Puntos |
| ------- | ---------------------- | ----- | -------------- | ------------------------ | ------- | ------- | ------ | ------- | ------- | ------- | ------- | ------- | ------- | ------ | --- | ---- | ------ |
| 1983    | Scuderia Sivama Motor  | C     | Lancia LC1     | Lancia 1.4 L4t           | MNZ     | SIL Ret | NÜR 5  | LMS NC  | SPA     | FUJ     | KYA     |         |         |        |     | 38.º | 8      |
| 1984    | Brun Motorsport        | C1    | Porsche 956    | Porsche Type 935 2.6 F6t | MNZ Ret | SIL Ret | LMS 7  | NÜR 6   | BRH     | MOS Ret | SPA 4   | IMO 5   | FUJ     | KYA    | SAN | 19.º | 28     |
| 1985    | Brun Motorsport        | C1    | Porsche 956    | Porsche Type 935 2.6 F6t | MUG Ret | MNZ 6   | SIL 17 | LMS Ret | HOC 2   | MOS     | SPA Ret | BRH     | FUJ     | SHA 5  |     | 17.º | 29     |
| 1986    | Brun Motorsport        | C1    | Porsche 962C   | Porsche Type 935 2.6 F6t | MNZ 4   | SIL 10  | LMS 2  | NOR     | BRH Ret |         |         |         |         |        |     | 6.º  | 50     |
| 1986    | Brun Motorsport        | C1    | Porsche 962C   | Porsche Type 935 2.8 F6t |         |         |        |         |         | JER 1   | NÜR Ret | SPA Ret | FUJ 7   |        |     | 6.º  | 50     |
| 1987    | Brun Motorsport        | C1    | Porsche 962C   | Porsche Type 935 2.8 F6t | JAR 5   | JER 7   | MNZ 3  | SIL Ret | LMS Ret | NOR 2   |         |         |         |        |     | 7.º  | 69     |
| 1987    | Brun Motorsport        | C1    | Porsche 962C   | Porsche Type 935 3.0 F6t |         |         |        |         |         |         | BRH 5   | NÜR 3   | SPA 3   | FUJ 4  |     | 7.º  | 69     |
| 1988    | Brun Motorsport        | C1    | Porsche 962C   | Porsche Type 935 3.0 F6t | JER 12  | JAR 6   | MNZ 3  | SIL     | LMS     | BRN     | BRH     | NÜR 11  | SPA 4   |        |     | 21.º | 50     |
| 1988    | Porsche Kremer Racing  | C1    | Porsche 962CK6 | Porsche Type 935 3.0 F6t |         |         |        |         |         |         |         |         |         | FUJ 16 | SAN | 21.º | 50     |
| 1989    | Repsol Brun Motorsport | C1    | Porsche 962C   | Porsche Type 935 3.0 F6t | SUZ 8   | DIJ 9   | JAR 3  | BRH     | NÜR 6   | DON 5   | SPA 4   | MEX 2   |         |        |     | 7.º  | 54     |
| 1990    | Repsol Brun Motorsport | C     | Porsche 962C   | Porsche Type 935 3.0 F6t | SUZ 6   | MNZ Ret | SIL 6  | SPA 5   | DIJ 12  |         |         |         |         |        |     | 17.º | 4      |
| 1990    | Repsol Brun Motorsport | C     | Porsche 962C   | Porsche Type 935 3.2 F6t |         |         |        |         |         | NÜR 8   | DON NC  | CGV 10  | MEX Ret |        |     | 17.º | 4      |
| 1991    | Repsol Brun Motorsport | C1    | Porsche 962C   | Porsche Type 935 3.2 F6t | SUZ DSQ | MNZ 6   | SIL 7  | LMS 10  |         |         |         |         |         |        |     | 21.º | 11     |
| 1991    | Repsol Brun Motorsport | C1    | Brun C91       | Judd EV 3.5 V8           |         |         |        |         | NÜR DNS | MAG Ret | MEX Ret | AUT Ret |         |        |     | 21.º | 11     |
| Fuente: |                        |       |                |                          |         |         |        |         |         |         |         |         |         |        |     |      |        |

### 24 Horas de Le Mans
| Año     | Equipo                 | Copilotos                        | Automóvil          | Clase | Vueltas | Pos. | Pos. Clase |
| ------- | ---------------------- | -------------------------------- | ------------------ | ----- | ------- | ---- | ---------- |
| 1983    | Scuderia Sivama Motor  | Massimo Sigala Max Cohen-Olivar  | Lancia LC1         | C     | 217     | NC   | NC         |
| 1984    | Brun Motorsport        | Massimo Sigala Joël Gouhier      | Porsche 956        | C1    | 335     | 7.º  | 7.º        |
| 1985    | Brun Motorsport        | Massimo Sigala Gabriele Tarquini | Porsche 956        | C1    | 323     | DNF  | DNF        |
| 1986    | Brun Motorsport        | Joël Gouhier Jesús Pareja        | Porsche 962C       | C1    | 360     | 2.º  | 2.º        |
| 1987    | Brun Motorsport        | Uwe Schäfer Jesús Pareja         | Porsche 962C       | C1    | 40      | DNF  | DNF        |
| 1989    | Repsol Brun Motorsport | Walter Brun Jesús Pareja         | Porsche 962C       | C1    | 242     | DNF  | DNF        |
| 1990    | Repsol Brun Motorsport | Walter Brun Jesús Pareja         | Porsche 962C       | C1    | 353     | DNF  | DNF        |
| 1991    | Repsol Brun Motorsport | Walter Brun Jesús Pareja         | Porsche 962C       | C2    | 338     | 10.º | 10.º       |
| 1994    | Ferrari Club Italia    | Joël Gouhier Fabio Mancini       | Ferrari 348 GTC-LM | GT2   | 23      | DNF  | DNF        |
| Fuente: |                        |                                  |                    |       |         |      |            |

### Fórmula 1
(Clave) (negrita indica pole position) (cursiva indica vuelta rápida)

| Año     | Escudería       | 1       | 2       | 3       | 4      | 5       | 6       | 7       | 8       | 9      | 10      | 11       | 12       | 13       | 14       | 15       | 16       | Pos. | Puntos |
| ------- | --------------- | ------- | ------- | ------- | ------ | ------- | ------- | ------- | ------- | ------ | ------- | -------- | -------- | -------- | -------- | -------- | -------- | ---- | ------ |
| 1988    | EuroBrun Racing | BRA Ret | SMR DNQ | MON Ret | MEX 13 | CAN Ret | USE Ret | FRA Ret | GBR DNQ | GER 16 | HUN DNQ | BEL DNPQ | ITA DNPQ | POR DNPQ | ESP DNQ  | JPN DNQ  | AUS Ret  | NC   | 0      |
| 1989    | EuroBrun Racing | BRA     | SMR     | MON     | MEX    | USA     | CAN     | FRA     | GBR     | GER    | HUN     | BEL      | ITA DNPQ | POR DNPQ | ESP DNPQ | JPN DNPQ | AUS DNPQ | NC   | 0      |
| Fuente: |                 |         |         |         |        |         |         |         |         |        |         |          |          |          |          |          |          |      |        |

### Campeonato Italiano de Superturismos
(Clave) (negrita indica pole position) (cursiva indica vuelta rápida)

| Año  | Escudería  | Automóvil         | 1       | 2       | 3       | 4       | 5         | 6         | 7        | 8       | 9        | 10      | 11      | 12        | 13      | 14      | 15        | 16      | 17        | 18      | 19    | 20    | Pos. | Puntos |
| ---- | ---------- | ----------------- | ------- | ------- | ------- | ------- | --------- | --------- | -------- | ------- | -------- | ------- | ------- | --------- | ------- | ------- | --------- | ------- | --------- | ------- | ----- | ----- | ---- | ------ |
| 1995 | Jolly Club | Alfa Romeo 155 TS | MIS 1 7 | MIS 2 7 | BIN 1 8 | BIN 2 8 | MNZ 1 Ret | MNZ 2 Ret | IMO 1 17 | IMO 2 6 | MAG 1 18 | MAG 2 7 | MUG 1 6 | MUG 2 Ret | MIS 1 7 | MIS 2 6 | PER 1 Ret | PER 2 7 | VAR 1 Ret | VAR 2 8 | VAL 1 | VAL 2 | 10.º | 48     |

### Turismo Competición 2000
(Clave) (negrita indica pole position) (cursiva indica vuelta rápida)

| Año  | Equipo                    | Auto             | 1   | 2   | 3   | 4     | 5   | 6    | 7   | 8    | 9   | 10     | 11  | 12  | 13    | 14    | Res. | Puntos |
| ---- | ------------------------- | ---------------- | --- | --- | --- | ----- | --- | ---- | --- | ---- | --- | ------ | --- | --- | ----- | ----- | ---- | ------ |
| 2001 |                           |                  | RAF | RC  | BB  | SJU I | PAR | BA I | OBE | AG I | SJO | SJU II | MDA | RES | AG II | BA II | 10.º | 47     |
| 2001 | Honda Racing Argentina    | Honda Civic VI   | Ret | 3   | Ret | Ret   | 6   | 4    | 14  | 6    | Ret | 7      | 5   | 16† | Ret   | 10    | 10.º | 47     |
| 2004 |                           |                  | GR  | VIE | SJU | PAR   | SL  | OBE  | AG  | CON  | RC  | SRA    | BB  | BA  | RAF   | MDP   | -    | -      |
| 2004 | RV Competición            | Ford Focus I     |     |     |     |       |     |      |     |      |     |        |     | 19† |       |       | -    | -      |
| 2010 |                           |                  | PDE | SMM | GR  | AG    | RES | TRH  | LR  | SFE  | SFE | CEN    | OBE | BA  | PDF   |       | -    | -      |
| 2010 | Escudería Río de la Plata | Honda Civic VIII |     |     |     |       |     |      |     |      |     |        |     | 16  |       |       | -    | -      |